# Aeropuerto Internacional Harry Mwanga Nkumbula
Aeropuerto Internacional Harry Mwanga Nkumbula (IATA: LVI, OACI: FLHN), anteriormente aeropuerto de Livingstone (ICAO: FLLI), es un aeropuerto internacional situado en el extremo norte de la ciudad de Livingstone. Desde 2011, el aeropuerto lleva el nombre de Harry Mwanga Nkumbula, quien fue líder del Congreso Nacional Africano de Zambia (ZANC), anteriormente se conocía simplemente como aeropuerto de Livingstone.

## Localización
El aeropuerto está ubicado en los suburbios del noroeste de la ciudad de Livingstone, aproximadamente a 5 kilómetros, por carretera, del centro de la ciudad. El aeropuerto se encuentra a una altitud de 3255 pies (992 m) sobre el nivel medio del mar.

## Historia
Fue construido en 1950, inicialmente como un aeropuerto doméstico, pero posteriormente se convirtió en un aeropuerto internacional por su cercanía a las Cataratas Victoria, situadas a tan solo 15 kilómetros al sur, por carretera. El aeropuerto se completó en el verano de 1950. Desde un principio sirvió también como punto de escala para los vuelos de largo alcance entre Londres y Sudáfrica del British Overseas Airways Corporation (BOAC), que hasta entonces había servido la ruta con hidroaviones. Entre 2011 y 2017, la empresa estatal Zambia Airports Corporation Limited (ZACL), que opera el aeropuerto, renovó y mejoró la infraestructura y las instalaciones del aeropuerto.
Las renovaciones incluyeron, (a) un nuevo edificio terminal, (b) una nueva pista principal, (c) una nueva plataforma y (d) nuevas luces de plataforma. El aeropuerto anterior tenía capacidad para manejar un máximo de 250 000 pasajeros al año. El nuevo aeropuerto puede manejar entre 700 000 y un millón de pasajeros al año. En 2019, 175 000 pasajeros pasaron por el aeropuerto.

## Instalaciones
El aeropuerto tiene dos pistas. La pista principal 10/28 es la más larga. Tiene 7520 pies (2292 m) de largo y 197 pies (60 m) de ancho. Está pavimentada y cuenta con luces de pista. La pista más corta es la 15/33. Tiene 4501 pies (1372 m) de largo y 98 pies (30 m) de ancho. Tiene una superficie pavimentada, pero no tiene luces de pista.

## Aerolíneas y destinos
| Aerolíneas       | Destinos                          |
| ---------------- | --------------------------------- |
| Airlink          | Johannesburg–O.R. Tambo, Mbombela |
| British Airways  | Johannesburg–O.R. Tambo           |
| Kenya Airways    | Cape Town, Nairobi–Jomo Kenyatta  |
| Proflight Zambia | Lusaka                            |
| Zambia Airways   | Lusaka                            |